# Келлер, Яков
Яков Келлер (нем. Jacob Keller; 1568—1631) — немецкий писатель, иезуит.
Был ректором Регенсбургской и Мюнхенской коллегий, духовником Альберта Баварского и советником курфюрста Максимилиана.
Его труды: «Tyrannicidium» (Мюнхен, 1601), «Papatus Catholicus» (1616), «Cancellaria Hispanica» (1622), «Appendix Cancellariae Anhaltinae» (1624), «Mysteria politica» и др.